# Mychajliwka (rejon kropywnycki)
Mychajliwka (ukr. Михайлівка) – wieś na Ukrainie, w obwodzie kirowohradzkim, w rejonie kropywnyckim, w hromadzie Ołeksandriwka. W 2021 liczyła 2000 mieszkańców.